# برتراند غوليك
برتراند غوليك (بالإنجليزية: Bertrand Gulick)‏ هو لاعب كرة قدم أمريكية أمريكي، ولد في 20 مارس 1898 في برينستون في الولايات المتحدة، وتوفي بنفس المكان في 9 ديسمبر 1972.